# Oscylacja lodowca
Oscylacja lodowca – sezonowa zmiana pozycji czoła lodowca lub lądolodu, polegająca na jego naprzemiennej transgresji i regresji.
Spowodowana jest nakładaniem się zmiennych w czasie czynników takich jak sezonowe, a nawet dobowe różnice w ablacji oraz szybkości ruchu lodowca. Nakładanie się tych czynników powoduje, że podczas wiosny i lata pomimo szybszego ruchu lodowców czynnikiem przeważającym są procesy zmniejszania masy (ablacja) i dochodzi do recesji, a jesienią i zimą pomimo zwolnienia ruchu, najistotniejszym czynnikiem jest brak ablacji i mamy do czynienia z transgresją, w wyniku której lodowiec swój maksymalny zasięg osiąga późną zimą lub wczesną wiosną.